# Gubbängen (metrostation)
Gubbängen is een station van de Stockholmse metro op 6,7 kilometer ten zuiden van Slussen. Het wordt bediend door lijn T18

## Tunnelbaneförstad
Gubbängen werd in 1908 door de stad Stockholm gekocht, concrete bouwplannen werden echter pas na 1940 gemaakt. Het besluit uit 1941 om nieuwe buurten niet met een busdienst maar met een metro te bedienen leidde ertoe dat het metrostation integraal onderdeel werd van het ontwerp. Voortbouwend op de situatie die rond Brommaplan was gegroeid werden hier de voorzieningen en de dichte bebouwing rond het station gepland, waarmee Gubbängen de eerste Tunnelbaneförstad (Zweeds voor metrovoorstad) werd. Op de plankaart van Ture Ryberg van 20 mei 1944 loopt de metro van noord naar zuid midden door de wijk. De bouw van de wijk, die tegen de zuidrand van Tallkrogen aanligt, begon in 1945.

## Station
Het station werd op 1 oktober 1950 geopend als een van de elf aan de eerste volwaardige metrolijn van Stockholm. Voordat de metro geopend werd was buslijn 75 van Hökarängen naar het centrum de verbinding naar buiten de wijk. De wijk zelf werd in de eerste helft van de jaren 50 van de twintigste eeuw afgebouwd. Het station is ontworpen door Peter Celsing als integraal onderdeel van de eerste Tunnelbaneförstad. Het station kent zowel aan de noordkant als de zuidkant een ingang. Het toegangsgebouw ligt aan de noordkant boven de sporen aan de  Herrhagsvägen. De toegang aan de zuidkant is bereikbaar via een voetgangerstunnel tussen de Gubbängstorget en de Knektvägen. Sinds 1994 staat het bronzen beeld De wachter van Ragnhild Alexandersson op het perron.

## Afbeeldingen

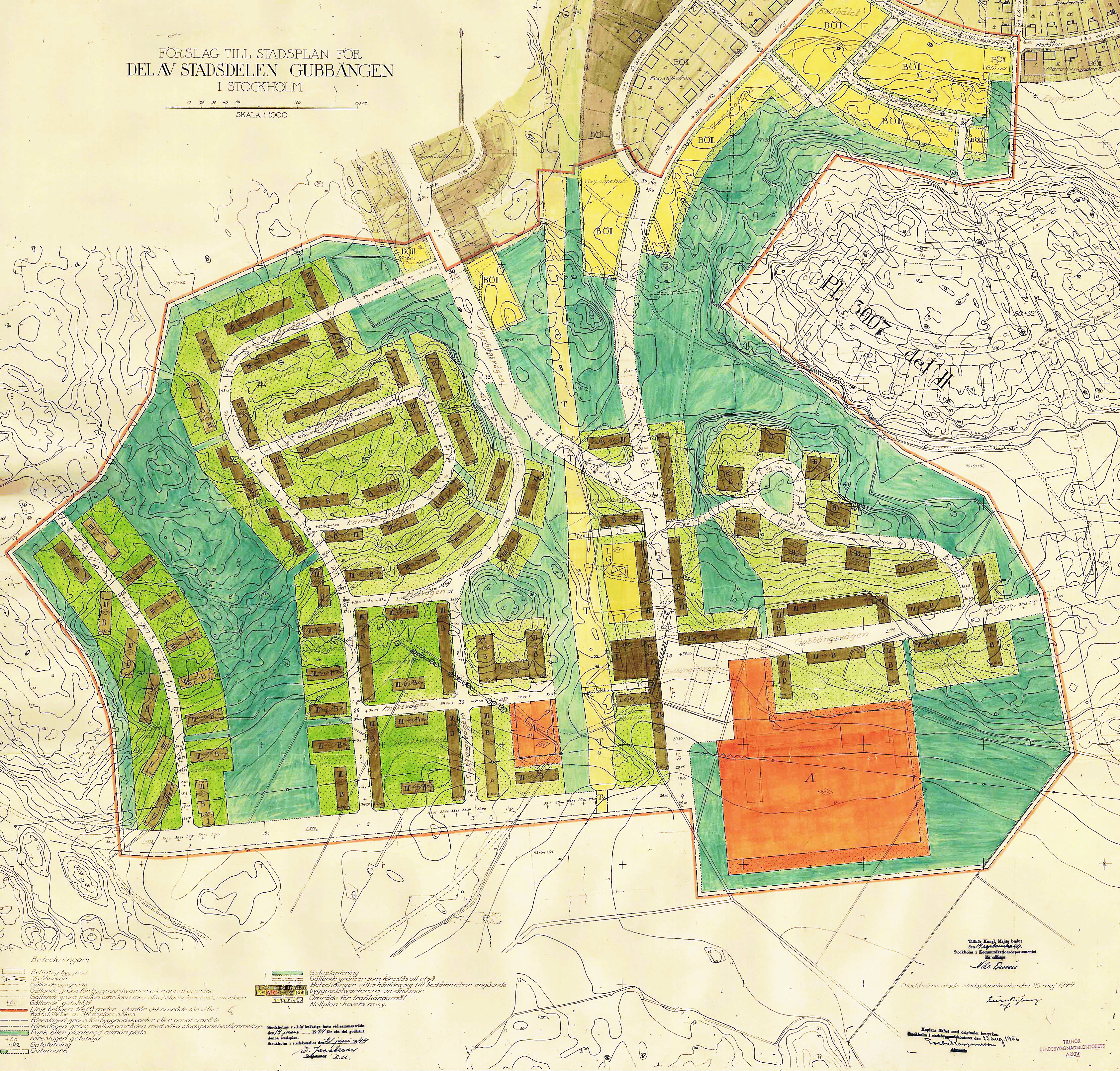
Het ontwerp uit 1944
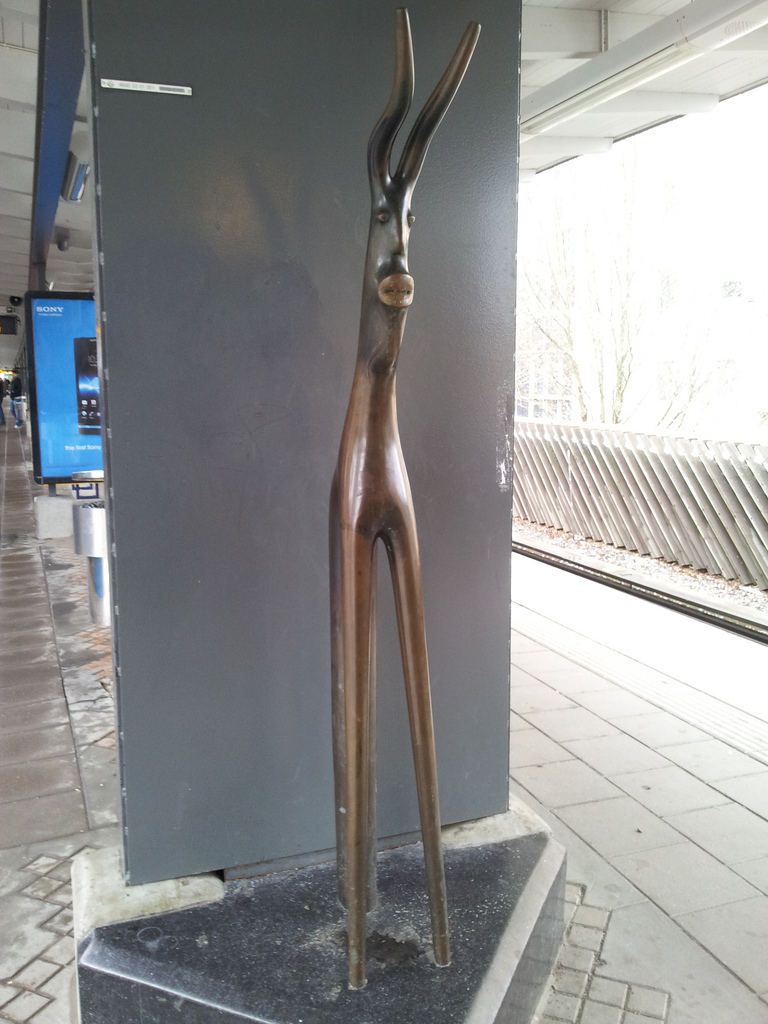
De wachter op het perron

Alvik · 
Kristineberg · 
Thorildsplan  · 
Fridhemsplan · 
S:t Eriksplan · 
Odenplan  · 
Rådmansgatan  · 
Hötorget · 
T-Centralen ·  
Gamla Stan · 
Slussen · 
Medborgarplatsen ·  
Skanstull · 
Gullmarsplan ·  
Skärmarbrink ·  
Blåsut·  
Sandsborg·  
Skogskyrkogården ·  
Tallkrogen·
Gubbängen·  
Hökarängen·
Farsta·
Farsta strand